# Łyżwiarstwo figurowe na Zimowych Igrzyskach Olimpijskich 2010 – kwalifikacje

## Zasady kwalifikacji
Liczba miejsc do obsadzenia na igrzyskach jest ustalona przez Międzynarodowy Komitet Olimpijski. W zawodach weźmie udział maksymalnie 148 zawodników (74 mężczyzn i 74 kobiety), z czego nie więcej niż 18 z Narodowego Komitetu Olimpijskiego (9 mężczyzn i 9 kobiet). Po 30 w konkurencji solistów i solistek, 20 par w konkurencji sportowej i 24 pary w konkurencji tanecznej. 
Aby móc wziąć udział w igrzyskach olimpijskich zawodnicy muszą mieć ukończone piętnaście lat i muszą być obywatelami kraju, który reprezentują. 
Do igrzysk olimpijskich nie ma indywidualnych kwalifikacji sportowców. Decyzję o imiennym przydziale miejsc kraje podejmują indywidualnie.

### Kwalifikacja państw
Do zimowych igrzysk olimpijskich można było zakwalifikować się podczas dwóch imprez. Pierwszą możliwością kwalifikacji były Mistrzostwa Świata 2009, podczas których państwa mogły uzyskać maksymalnie 3 kwalifikacje z każdej konkurencji.
Sposób przeliczania na miejsca:
| Liczba zawodników/zespołów uczestniczących w mistrzostwach | Aby otrzymać 3 miejsca na igrzyskach                 | Aby otrzymać 2 miejsca na igrzyskach                 | Aby otrzymać 1 miejsce na igrzyskach |
| ---------------------------------------------------------- | ---------------------------------------------------- | ---------------------------------------------------- | --- |
| 1                                                          | Miejsce w czołowej 2                                 | Miejsce w czołowej 10                                | Kolejny najlepszy zawodnik/para z państwa, które do tej pory się nie zakwalifikowało. Ograniczone do momentu wykorzystania puli przeznaczonej na mistrzostwa świata. |
| 2                                                          | Suma zajętych miejsc jest równa bądź mniejsza niż 13 | Suma zajętych miejsc jest równa bądź mniejsza niż 28 | Kolejny najlepszy zawodnik/para z państwa, które do tej pory się nie zakwalifikowało. Ograniczone do momentu wykorzystania puli przeznaczonej na mistrzostwa świata. |
| 3                                                          | Dwa najlepsze miejsca są równe bądź mniejsza niż 13  | Dwa najlepsze miejsca są równe bądź mniejsza niż 28  | Kolejny najlepszy zawodnik/para z państwa, które do tej pory się nie zakwalifikowało. Ograniczone do momentu wykorzystania puli przeznaczonej na mistrzostwa świata. |

Mistrzostwa świata obsadziły po 24 miejsca w konkurencjach solistów, 16 w parach sportowych i 19 w parach tanecznych.
Pozostałe miejsca zostały obsadzone w turnieju Nebelhorn Trophy 2009. Państwa, które miały już zakwalifikowanych zawodników/pary nie były brane pod uwagę przy obsadzaniu pozostałych miejsc. W turnieju Nebelhorn Trophy każdy kraj mógł uzyskać tylko jedno miejsce w każdej konkurencji. Maksymalna liczba zakwalifikowanych zawodników/par wynosiła po 6 w konkurencji solistów i solistek, 4 par w konkurencji sportowej i 5 pary w konkurencji tanecznej. 

## Tabela kwalifikacji według kraju
| Reprezentacja            | Soliści | Solistki | Pary sportowe | Pary taneczne | Zawodnicy |
| ------------------------ | ------- | -------- | ------------- | ------------- | --------- |
| Australia                | 0       | 1        | 0             | 0             | 1         |
| Austria                  | 1       | 1        | 0             | 0             | 2         |
| Belgia                   | 1       | 1        | 0             | 0             | 2         |
| Kanada                   | 2       | 2        | 2             | 2             | 12        |
| Chińska Republika Ludowa | 0       | 1        | 3             | 1             | 9         |
| Czechy                   | 2       | 0        | 0             | 1             | 4         |
| Estonia                  | 0       | 1        | 1             | 1             | 5         |
| Finlandia                | 1       | 2        | 0             | 0             | 3         |
| Francja                  | 2       | 0        | 1             | 2             | 8         |
| Gruzja                   | 0       | 1        | 0             | 1             | 3         |
| Niemcy                   | 1       | 1        | 2             | 1             | 8         |
| Wielka Brytania          | 0       | 1        | 1             | 2             | 7         |
| Węgry                    | 0       | 1        | 0             | 1             | 3         |
| Izrael                   | 0       | 0        | 0             | 1             | 2         |
| Włochy                   | 2       | 1        | 1             | 2             | 9         |
| Japonia                  | 3       | 3        | 0             | 1             | 8         |
| Kazachstan               | 2       | 0        | 0             | 0             | 2         |
| Korea Północna           | 1       | 0        | 0             | 0             | 1         |
| Polska                   | 1       | 1        | 1             | 0             | 4         |
| Korea Południowa         | 0       | 2        | 0             | 0             | 2         |
| Rumunia                  | 1       | 0        | 0             | 0             | 1         |
| Rosja                    | 2       | 2        | 3             | 3             | 16        |
| Słowenia                 | 1       | 1        | 0             | 0             | 2         |
| Słowacja                 | 0       | 1        | 0             | 0             | 1         |
| Hiszpania                | 1       | 1        | 0             | 0             | 2         |
| Szwecja                  | 1       | 0        | 0             | 0             | 1         |
| Szwajcaria               | 1       | 1        | 1             | 0             | 4         |
| Turcja                   | 0       | 1        | 0             | 0             | 1         |
| Ukraina                  | 1       | 0        | 2             | 1             | 7         |
| Stany Zjednoczone        | 3       | 2        | 2             | 3             | 15        |
| Uzbekistan               | 0       | 1        | 0             | 0             | 1         |
| Suma:                    | 30      | 30       | 20            | 23            | 146       |

## Podsumowanie kwalifikacji

### Soliści
| Zawody                  | Data                | Miejsce     | Liczba kwalifikacji | Państwo                                                              |
| ----------------------- | ------------------- | ----------- | ------------------- | -------------------------------------------------------------------- |
| Mistrzostwa Świata 2009 | 23-29 marca 2009    | Los Angeles | 3                   | Japonia · Stany Zjednoczone                                          |
| Mistrzostwa Świata 2009 | 23-29 marca 2009    | Los Angeles | 2                   | Kanada · Czechy · Francja · Włochy · Kazachstan · Rosja              |
| Mistrzostwa Świata 2009 | 23-29 marca 2009    | Los Angeles | 1                   | Belgia · Polska · Słowenia · Hiszpania · Szwecja · Ukraina           |
| Nebelhorn Trophy 2009   | 24-27 września 2009 | Oberstdorf  | 1                   | Austria · Finlandia · Niemcy · Korea Północna · Rumunia · Szwajcaria |

### Solistki
| Zawody                  | Data                |             | Liczba kwalifikacji | Państwo                                                                                   |
| ----------------------- | ------------------- | ----------- | ------------------- | ----------------------------------------------------------------------------------------- |
| Mistrzostwa Świata 2009 | 23-29 marca 2009    | Los Angeles | 3                   | Japonia                                                                                   |
| Mistrzostwa Świata 2009 | 23-29 marca 2009    | Los Angeles | 2                   | Kanada · Finlandia · Gruzja † · Korea Południowa · Rosja · Szwajcaria · Stany Zjednoczone |
| Mistrzostwa Świata 2009 | 23-29 marca 2009    | Los Angeles | 1                   | Estonia · Niemcy · Wielka Brytania · Włochy · Polska · Słowacja · Turcja                  |
| Nebelhorn Trophy 2009   | 24-27 września 2009 | Oberstdorf  | 1                   | Australia † · Austria · Belgia · Chiny · Izrael † · Słowenia · Uzbekistan · Węgry         |

- † Gruzja i Szwajcaria zrezygnowały z wystawienia do zawodów drugiej zawodniczki. Wolne miejsca przypadły Izraelowi i Australii.

### Pary sportowe
| Zawody                  | Data                |             | Liczba kwalifikacji | Państwo                                       |
| ----------------------- | ------------------- | ----------- | ------------------- | --------------------------------------------- |
| Mistrzostwa Świata 2009 | 23-29 marca 2009    | Los Angeles | 3                   | Chiny · Rosja                                 |
| Mistrzostwa Świata 2009 | 23-29 marca 2009    | Los Angeles | 2                   | Kanada · Niemcy · Ukraina · Stany Zjednoczone |
| Mistrzostwa Świata 2009 | 23-29 marca 2009    | Los Angeles | 1                   | Francja · Wielka Brytania                     |
| Nebelhorn Trophy 2009   | 24-27 września 2009 | Oberstdorf  | 1                   | Szwajcaria · Estonia · Polska · Włochy        |

### Pary taneczne
| Zawody                  | Data                |             | Liczba kwalifikacji | Państwo                                       |
| ----------------------- | ------------------- | ----------- | ------------------- | --------------------------------------------- |
| Mistrzostwa Świata 2009 | 23-29 marca 2009    | Los Angeles | 3                   | Rosja · Stany Zjednoczone                     |
| Mistrzostwa Świata 2009 | 23-29 marca 2009    | Los Angeles | 2                   | Kanada · Francja · Wielka Brytania · Włochy   |
| Mistrzostwa Świata 2009 | 23-29 marca 2009    | Los Angeles | 1                   | Niemcy · Izrael · Japonia · Litwa † · Ukraina |
| Nebelhorn Trophy 2009   | 24-27 września 2009 | Oberstdorf  | 1                   | Chiny · Czechy · Węgry · Estonia · Gruzja     |

† Katherine Copely nie uzyskała litewskiego obywatelstwa z tego też powodu Litwa pomimo uzyskanej kwalifikacji nie wystawiła pary tanecznej.  